# Thylacospermum caespitosum
Thylacospermum caespitosum (Cambess.) Schischk. – gatunek rośliny z rodziny goździkowatych, reprezentujący monotypowy rodzaj Thylacospermum. Występuje w Azji – w Himalajach, zachodnich i środkowych Chinach, Kirgistanie i Kazachstanie. Rośnie w górach w piętrze alpejskim na terenach kamienistych, często w szczelinach skał. Sięga do wysokości ok. 6000 m n.p.m.

## Morfologia
PokrójKrzew poduszkowy – roślina o drewniejącym korzeniu palowym i bardzo gęsto rozgałęzionych i drewniejących łodygach o wysokości do 6 cm, tworzących półkuliste lub bardziej rozłożyste poduchy osiągające do pół metra średnicy.
LiścieNaprzeciwległe, bardzo gęsto dachówkowato ułożone na łodygach. Blaszki jajowato-lancetowate o długości do 4 mm i szerokości do 2 mm, sztywne, błyszczące, o orzęsionym brzegu i krótko zaostrzonym wierzchołku.
KwiatyWyrastają pojedynczo u nasady szczytowych liści. Szypułka silnie zredukowana. Kwiaty są 5-, rzadko 4-krotne; osiągają ok. 4 mm średnicy. Kielich rurkowaty z działkami zrośniętymi w dolnej połowie. Korona składa się z płatków dwukrotnie liczniejszych od działek, całobrzegich. Pręciki krótkie. Pojedynczy słupek z jednokomorową zalążnią z nielicznymi zalążkami oraz trzema szyjkami i znamionami.
OwoceKulistawe torebki o długości 3 mm, żółte i połyskujące. Otwierają się 6 ząbkami. Nasiona są nerkowate, okazałe, z gąbczastą łupiną nasienną.

## Systematyka
Gatunek i rodzaj zaliczany do plemienia Alsineae w rodzinie goździkowatych Caryophyllaceae.